# Sint-Idesbald (bier)
Sint-Idesbald is een Belgisch abdijbier.
Het bier wordt gebrouwen in Brouwerij Huyghe, te Melle. De abdijbieren worden tot 1994 gebrouwen bij brouwerij Damy te Olsene. In februari 1994 komt deze brouwerij in handen van brouwerij Huyghe, die de drie bieren verder brouwt. Als laatste komt in 2004 Sint-Idesbald Rousse er bij. De volledige naam van het bier luidt Sint-Idesbald Réserve Ten Duinen, maar het wordt ook uitgebracht met een licht gewijzigd etiket met de benaming Ten Duinen Réserve Sint-Idesbald. De naam verwijst naar de Abdij Onze-Lieve-Vrouw Ten Duinen te Koksijde en naar Sint-Idesbald, de derde abt van de Duinenabdij rond 1155. Dit bier draagt het label Erkend Belgisch Abdijbier.

Er bestaan 4 varianten:
- Blond, goudblond bier met een alcoholpercentage van 6,5%
- Dubbel, rood-bruin bier met een alcoholpercentage van 8%
- Tripel, goudblond bier met een alcoholpercentage van 9%
- Rousse, rood-bruin bier met een alcoholpercentage van 7%.

## Prijzen
- European Beer Star 2013 - gouden medaille in de categorie Belgian-style Ale voor Sint-Idesbald Blond